# Sakichi Satō
Sakichi Satō (佐藤佐吉?, Satō Sakichi; Ōsaka, 13 maggio 1964) è un regista, sceneggiatore e attore giapponese.

## Carriera
Debuttò come sceneggiatore nel 1999, scrivendo il film drammatico Across a Gold Prairie. Nel 2001 scrisse la sceneggiatura di Ichi the Killer, diretto da Takashi Miike, tratto dall'omonimo manga di Hideo Yamamoto. Satō scrisse anche i prequel del cult movie di Miike, l'anime Koroshiya 1: The Animation Episode 0, diretto da Shinji Ishidaira, e il film 1-Ichi, diretto da Masato Tanno.
Nel 2003 tornò a collaborare con Takashi Miike, scrivendo Gozu, film inizialmente realizzato per il V-Cinema, che dopo il successo di critica ottenuto al Festival di Cannes uscì nelle sale cinematografiche e valse a Satō il Corvo d'argento per la sceneggiatura al Festival internazionale del cinema fantastico di Bruxelles 2004.
Il 2003 fu anche l'anno dell'esordio nella regia cinematografica, con Gojudō deka, film realizzato per il V-Cinema, che fu seguito da altri due lungometraggi, la commedia-horror Tokyo Zombi e la commedia Heibon ponchi
In veste di attore, il suo ruolo più noto in Occidente è quello di Charlie Brown, il proprietario del locale teatro della sfida tra la Sposa e gli 88 folli, interpretato in Kill Bill: Volume 1, diretto da Quentin Tarantino nel 2003.

## Filmografia

### Regista
- Gojudō deka (2003)
- Tokyo Zombi (Tōkyō zonbi) (2005)
- Heibon ponchi (2008)

### Sceneggiatore
- Across a Gold Prairie (Kinpatsu no sougen) di Isshin Inudou (1999)
- Ichi the Killer (Koroshiya 1) di Takashi Miike (2001)
- Koroshiya 1: The Animation Episode 0 di Shinji Ishidaira (2002)
- 1-Ichi di Masato Tanno (2003)
- Gozu (Gokudō kyōfu dai-gekijō: Gozu) di Takashi Miike (2003)
- Revolver - Aoi haru di Takeshi Watanabe (2003)
- Gojudō deka (2003)
- Fateful (Unmei ningen) di Yōichi Nishiyama (2004)
- Tokyo Zombi (Tōkyō zonbi) (2005)
- Heibon ponchi (2008)

### Attore
- Ichi the Killer di Takashi Miike (2001)
- Igyō no koi di Hikaru Horii (2002)
- Bright Future (Akarui mirai) di Kiyoshi Kurosawa (2003)
- Gozu (Gokudō kyōfu dai-gekijō: Gozu) di Takashi Miike (2003)
- Last Life in the Universe (Ruang rak noi nid mahasan) di Pen-Ek Ratanaruang (2003)
- Kill Bill: Volume 1 di Quentin Tarantino (2003)
- Watashi no akachan di Yoshihiro Nakamura (2004)
- Gakincho rock di Tetsu Maeda (2004)
- A Cheerful Gang Turns the Earth (Yōki na gyangu ga chikyū o mawasu) di Tetsu Maeda (2006)
- Memories of Matsuko (Kiraware Matsuko no isshō) di Tetsuya Nakashima (2006)
- Rainbow Song (Niji no megami) di Naoto Kumazawa (2006)
- Heibon ponchi (2008)